# Born Innocent (Alcatrazz)
Born Innocent è il quarto album in studio della band Alcatrazz pubblicato nel 2020 per l'etichetta discografica Silver Lining Music.
Si tratta del primo album in studio pubblicato dalla band da Dangerous Games nel 1986, che segna il divario più lungo tra due album in studio nella discografia degli Alcatrazz. Diversi mesi dopo l'uscita dell'album, è stato annunciato che Graham Bonnet e gli altri membri della band si sarebbero separati, entrambi continuando a registrare separatamente come Alcatrazz.

## Tracce
1. Born Innocent – 4:10
2. Polar Bear – 3:41
3. Finn McCool – 3:53
4. We Still Remember – 3:16
5. London 1666 – 2:59
6. Dirty Like the City – 3:26
7. I Am the King – 3:14
8. Something That I Am Missing – 3:43
9. Piper Flags – 4:00
10. The Wound Is Open – 4:30
11. Body Beautiful – 1:04
12. Warth Lane – 4:30
13. For Tony – 1:04

## Formazione
- Graham Bonnet – voce
- Joe Stump – chitarra, cori
- Jimmy Waldo – tastiere
- Gary Shea – basso
- Mark Benquechea – batteria